# نيك مانتيس
نيك مانتيس (بالإنجليزية: Nick Mantis)‏ لاعب كرة سلة أمريكي سابق. بدأ مسيرته الاحترافية في سنة 1959. تم اختياره من قبل فريق أتلانتا هوكس خلال الدرافت. يبلغ طوله 6 قدم 3 بوصة (1.9 م). اعتزل اللعب في 1963.

## المسيرة الاحترافية
لعب مع لوس أنجلوس ليكرز في موسم 1959–60 ، ثم لعب مع أتلانتا هوكس في موسم 1962–63 ، ثم لعب مع واشنطن ويزاردز في موسم 1962–1963.

## روابط خارجية
- نيك مانتيس على موقع إن بي أي (الإنجليزية)
- نيك مانتيس على موقع سبورتس رفرنس (الإنجليزية)
- نيك مانتيس على موقع كلية كرة السلة في سبورتس رفرنس.كوم (الإنجليزية)
- نيك مانتيس على موقع ريلجم (الإنجليزية)
- نيك مانتيس على موقع بروبوليرز (الإنجليزية)